# Swislatsch (Memel)
Die Swislatsch (belarussisch Свіслач, polnisch Świsłocz, russisch Сви́слочь (Swislotsch)) ist ein 137 km langer linker Nebenfluss der Memel im Westen von Belarus.

## Flusslauf
Sie entspringt im westlichen Teil des Belarussischen Höhenrückens im Rajon Swislatsch im Südwesten der Hrodsenskaja Woblasz. In ihrem Lauf vorwiegend Richtung Norden bildet sie auf einem Teilstück die Grenze zu Polen. Gut 20 km südöstlich der Stadt Hrodna mündet die Swislatsch in die Memel.